# Typ 4 Ho-Ro
Der Typ 4 Ho-Ro (japanisch 四式十五糎自走砲 ホロ yon-shiki jūgo-senchi jisōhō ho-ro, deutsch ‚Typ-4-15-cm-Selbstfahrlafette Ho-Ro‘) war eine japanische Selbstfahrlafette mit 15-cm-Haubitze, die von 1944 (Kōki 2604, daher die Typbezeichnung) bis 1945 vom Kaiserlich Japanischen Heer eingesetzt wurde.

## Allgemeines
Während des Zweiten Weltkrieges wurden der japanischen Militärdelegation im Deutschen Reich verschiedene Waffensysteme vorgeführt. Darunter auch der 15-cm-sIG 33 (Sfl.) auf Pz. 38 (t) „Grille“. Auf dieser Basis entwickelte das Technische Büro des japanischen Heeres eine entsprechende Selbstfahrlafette und wie beim deutschen Vorbild wurde auf ein bereits existierendes Panzerfahrgestell zurückgegriffen. Die Wahl fiel auf das Fahrwerk des bewährten und in größeren Mengen zur Verfügung stehenden mittleren Panzers Typ 97 Chi-Ha, das bereits für andere Selbstfahrlafetten (Jagdpanzer Typ 1 Ho-Ni I) genutzt wurde. Auf diesem wurde die 1905 eingeführte 15-cm-Haubitze Typ 38 montiert. Nachteilig war der verwendete Verschlussmechanismus des bereits seit Anfang der 1930er Jahre veralteten Geschützes, der nur eine geringe Feuerrate zuließ.
Der Typ 4 Ho-Ro wurde nur in einer geringen Auflage von 12 bis 25 Stück hergestellt, da die Rohstofflage zu diesem Kriegszeitpunkt keine höheren Produktionszahlen mehr zuließ.

## Einsatz
Die mit großer Eile in Dienst gestellten Fahrzeuge wurden im Rahmen der 2. Panzer-Division in Batterien zu vier Geschützen während der amerikanischen Rückeroberung der Philippinen eingesetzt. Weitere Fahrzeuge wurden einzeln oder in zweier Gruppen während der Schlacht um Okinawa eingesetzt, hatten aber der zahlenmäßig stark überlegenen amerikanischen Artillerie nichts entgegenzusetzen.